# NGC 6598
NGC 6598 (другие обозначения — UGC 11139, MCG 12-17-18, ZWG 340.37, KAZ 187, PGC 61462) — галактика в созвездии Дракон.
Этот объект входит в число перечисленных в оригинальной редакции «Нового общего каталога».